# Сенная башня
Сенна́я ба́шня — лэнд-артовский проект Николая Полисского, созданный в 2001 году. Осуществлён совместно с Константином Батынковым и участниками Никола-Ленивецких промыслов. Находился до уничтожения возле деревни Никола-Ленивец на территории нынешнего Парка «Никола-Ленивец».

## Описание
Размеры «Сенной башни» — 13 метров в диаметре и 10 метров в высоту, вес около 25 тонн.
Если в предыдущем лэнд-артовском проекте «Снеговики» Полисский производил впечатление на зрителя их большим количеством, то в этом проекте он хотел сделать что «значительное», «архаичное»:
...Сделать такой огромный объём можно было лишь при этой спиралевидной форме. Когда я разговаривал с умельцами стогования, они утверждали: можно поднять стог на четыре, максимум пять метров, да и то со стогометателем. Я сказал, что будем делать десять метров. И выяснилось, что если постепенно подниматься по пандусу этой винтообразной формы, то можно сметать очень высокий стог. Потом, правда, башня осела до семи метров, понятно, по естественным причинам: усушка.

## История создания
Всё лето 2000 года Полисский косил траву с жителем деревни Никола-Ленивец Иваном Васильевичем Соколовым (дядей Ваней Великим). К концу лета пошли дожди, и сено начало подгнивать. Полисского поддержал дядя Ваня, подтянулись жители соседних деревень Звизжи и Кольцово и общими усилиями накосили около тонны сена. «Я подумал, — говорил позже Полисский, — ещё пять таких стогов — и башню уже можно строить. Оказалось полной ерундой. Пришлось ещё на стороне подкупать — сено ведь утаптывалось и уминалось, его все время не хватало. Невозможно было понять, сколько его вообще надо».
На строительстве «Сенной башни» работали группы волонтёров примерно по 30 человек, которые дважды в неделю бесплатно помогали укладывать сено.

## Сожжение
Башня была сожжена её создателем:
Если уж говорить о функциях, то <...> «сенная» башня была «пищевой» — в конечном счёте, всё это должно было пойти на корм скоту. То, что её пришлось сжечь, было по замыслу неправильным (но просто сено начало гнить). Её должны были сжевать коровы, потом — дать людям молоко, а потом... Короче, понятно, что использованный материал должен был совершить такой круговорот из природы в природу же.

## Строители башни
Соколов И. В., Гвоздев В. К., Краснов А. С., Иванов Н. И., Беляев В. А., Новиков Ю. М., Беляев А. А., Кондрашов А. M., Устиненков В. И., Акимкина Н. В., Устиненков И. В., Акимкин А. В., Голубцов Е., Баткаев Г. В., Безуглов Э. А., Суетов С. В., Мозгунов Д. В., Ильичев В. И., Зеленский А. М., Фокин А. Н., Птичкина А. А., Кротчик Ф. Б., Птичкина К. В., Краснов С. А., Птичкин А., Носков С. И., Кондрашов П. М., Буковский С. В., Березовская Н. А., Гудков А. Н., Легостаева 0. В., Зуйков В. Н., Рыжова Н. В., Новиков В. А., Котова О. Ю., Матковский В. А., Котова Д. Ю., Матковская С. H., Гусейнова Я. М., Матковская Ю. В., Бартенева 0., Матковский Е. B., Бартенева К., Кондрашова Е. П., Беляева Е. А., Кондрашова M. P., Беляева А. А., Козлов А., Васина И. Н., Харитонов В. И., Буковский С. С., Харитонова 3. П., Устиненков В. В., Буковский В. В., Филимонова И. И., Васин Н. В., Галдин А. А., Волкова В., Зуйков А. Н., Стрежков А., Годовиков М. А., Сорокин А., Годовиков А. А., Беляев А., Годовикова Е. А., Желтов Ю. Н., Годовиков А. А., Желтов В. Н., Пугачев П. Ф., Парыгина М., Рогаткин А., Алтынов В. П., Парыгин В., Зуйкова Н. И., Парыгин А., Галдина Н. П., Серова Н. И., Соколова А. Р., Серов С. В., Суетова B. C., Серов А. С., Жвынчикова B., Серова Е. С., Свистков Е., Бабин Н. Н., Буланенков М. B., Бабина В., Устиненкова E. B., Бахаев И., Новикова А. Ю., Горячев А. А., Фоминова Д. С., Сергеева А. В., Симонова К. А., Галдина С. В., Ключников В. C., Зеленская С. М., Пугачева А. П., Зеленский М. С., Пугачева Е. П.